# Dunkirk (Indiana)
Dunkirk es una ciudad ubicada en el condado de Jay en el estado estadounidense de Indiana. En el Censo de 2010 tenía una población de 2362 habitantes y una densidad poblacional de 725,52 personas por km².

## Geografía
Dunkirk se encuentra ubicada en las coordenadas 40°22′28″N 85°12′26″O / 40.37444, -85.20722. Según la Oficina del Censo de los Estados Unidos, Dunkirk tiene una superficie total de 3,26 km², de la cual 3,26 km² corresponden a tierra firme y  0 km² es agua.

## Demografía
Según el censo de 2010, había 2362 personas residiendo en Dunkirk. La densidad de población era de 725,52 hab./km². De los 2362 habitantes, Dunkirk estaba compuesto por el 98'6% blancos, el 0'34% eran negros, el 0'08% eran amerindios, el 0'04% eran asiáticos, el 0% eran isleños del Pacífico, el 0'38% eran de otras razas y el 0'55% pertenecían a dos o más razas. Del total de la población el 1'23% eran hispanos o latinos de cualquier raza.